# 庫赫爾米斯湖

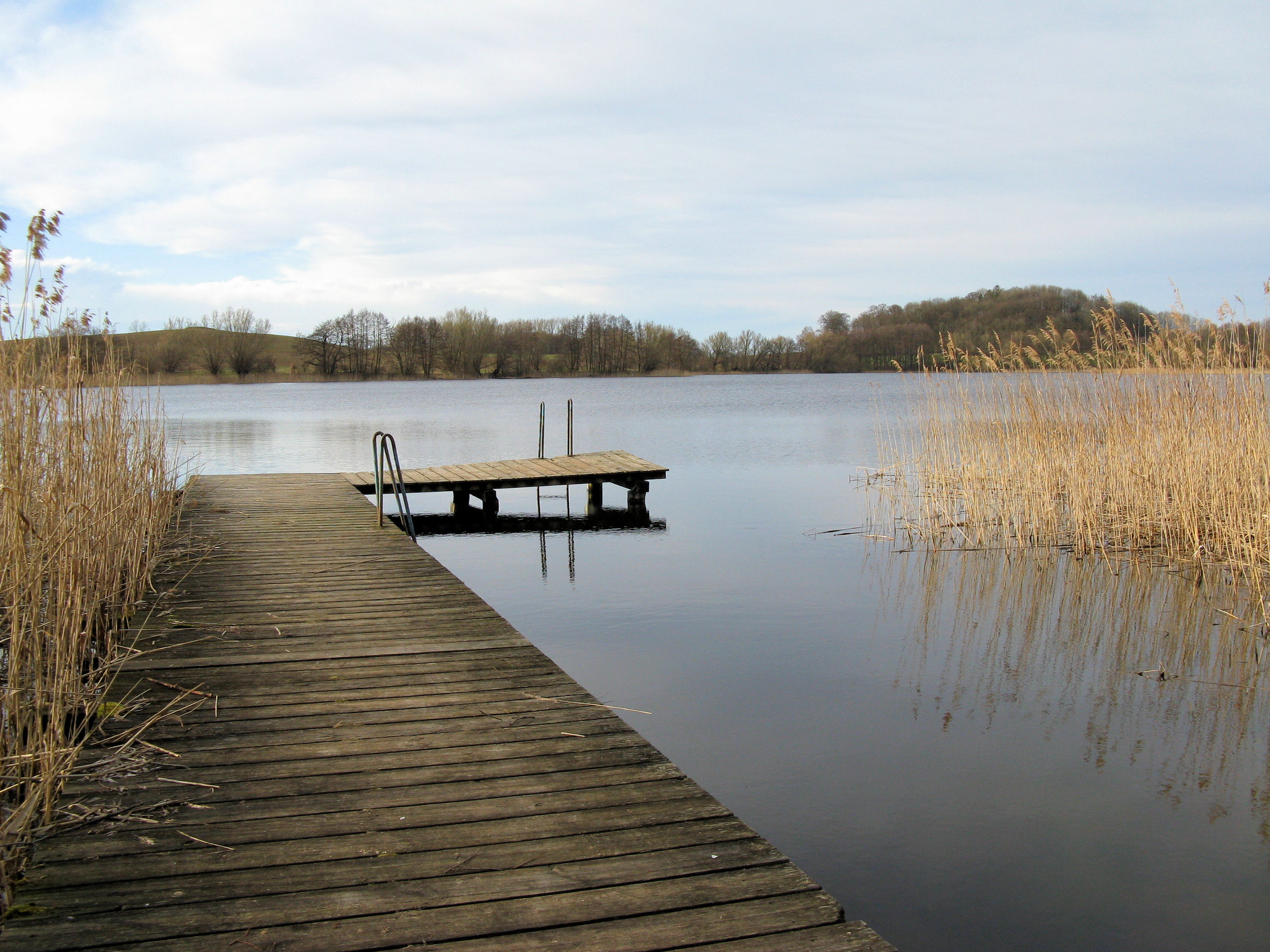

53°41′13″N 12°21′51″E / 53.68695°N 12.36423°E
庫赫爾米斯湖（德語：Kuchelmißer See），是德國的湖泊，位於該國東北部，由梅克倫堡-前波美拉尼亞州負責管轄，處於羅斯托克縣，長0.8公里、寬0.3公里，面積0.18平方公里，海拔高度39米。